# Jens Meyer (Politiker)

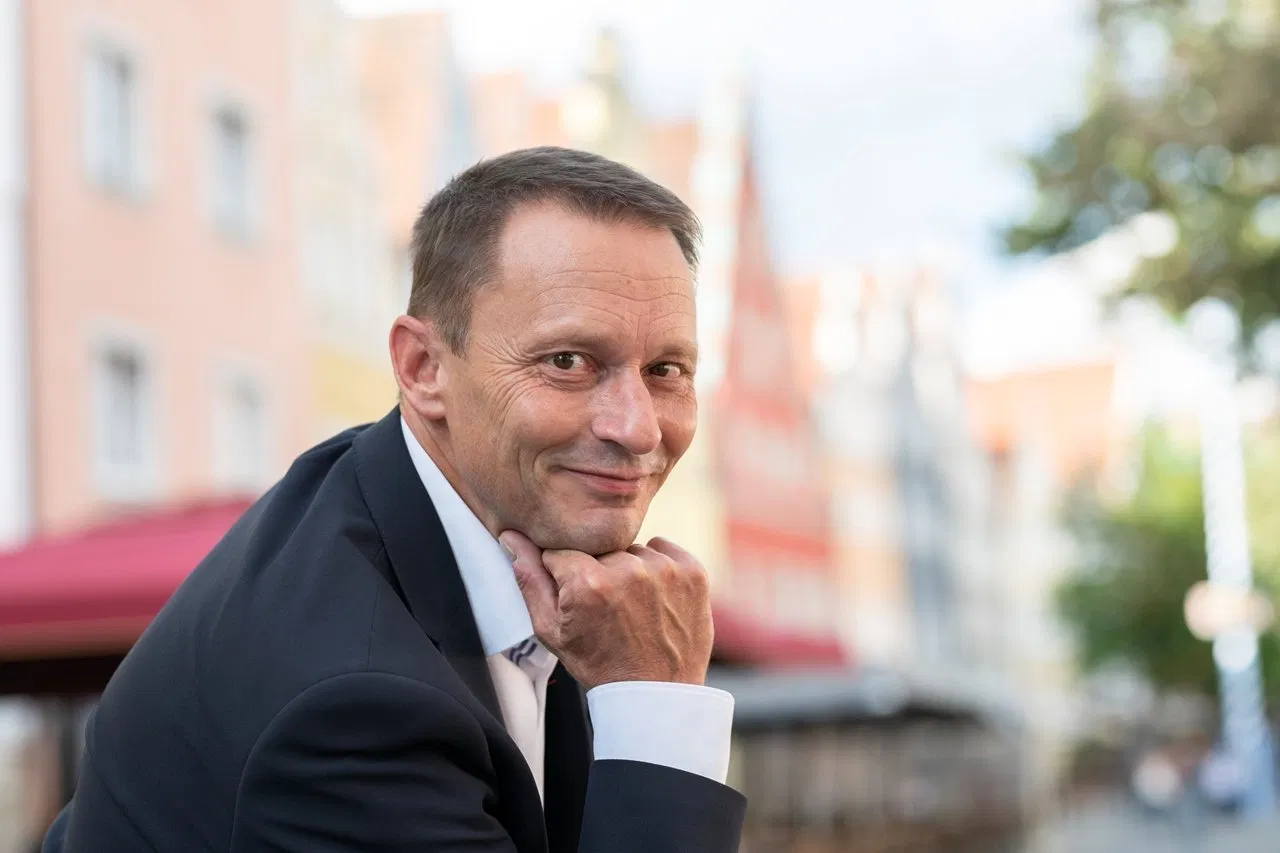
Oberbürgermeister Jens Meyer

Jens Meyer (* 1970 in Regensburg) ist ein deutscher Kommunalpolitiker (SPD) und seit 2020 Oberbürgermeister der Stadt Weiden in der Oberpfalz.

## Werdegang
Jens Meyer wurde 1970 in Regensburg geboren. 1971 zog er in die Stadt Weiden in der Oberpfalz. 1988 begann er seine Ausbildung bei der bayerischen Bereitschaftspolizei in Würzburg. Nach einigen Jahren Beamtendienst in Oberbayern und einem Studium an der bayerischen Beamtenfachhochschule in Sulzbach-Rosenberg kehrte er in seine Heimatstadt Weiden zurück. Seit 2003 ist er bei der Kriminalpolizei für Wirtschaftskriminalität und Vermögensdelikte zuständig. Er ist stellvertretender Kommissariatsleiter und trägt den Dienstgrad Kriminalhauptkommissar.
2002 begann seine politische Karriere in Weiden mit dem Einzug in den Stadtrat. 2005 wurde er zum Vorsitzenden der Stadtratsfraktion der SPD gewählt. Für 12 Jahre (2008–2020) übte er sein Amt als 2. Bürgermeister der Stadt Weiden aus. Bei der Oberbürgermeisterwahl der Stadt Weiden am 15. März 2020 erreichte er die für den Wahlsieg notwendige Mehrheit nicht. Mit 42,8 % für Jens Meyer und 42,1 % für seinen Mitbewerber Benjamin Zeitler (CSU) ging es in den zweiten Wahlgang. Am 29. März 2020 gewann Jens Meyer von der SPD die Stichwahl mit 51,3 % der Stimmen gegen Benjamin Zeitler und trat damit am 1. Mai 2020 die Nachfolge von Kurt Seggewiß (SPD) an.
Jens Meyer wird erneut für das Amt des Oberbürgermeisters bei der Kommunalwahl 2026 kandidieren.

## Politische Zielsetzungen

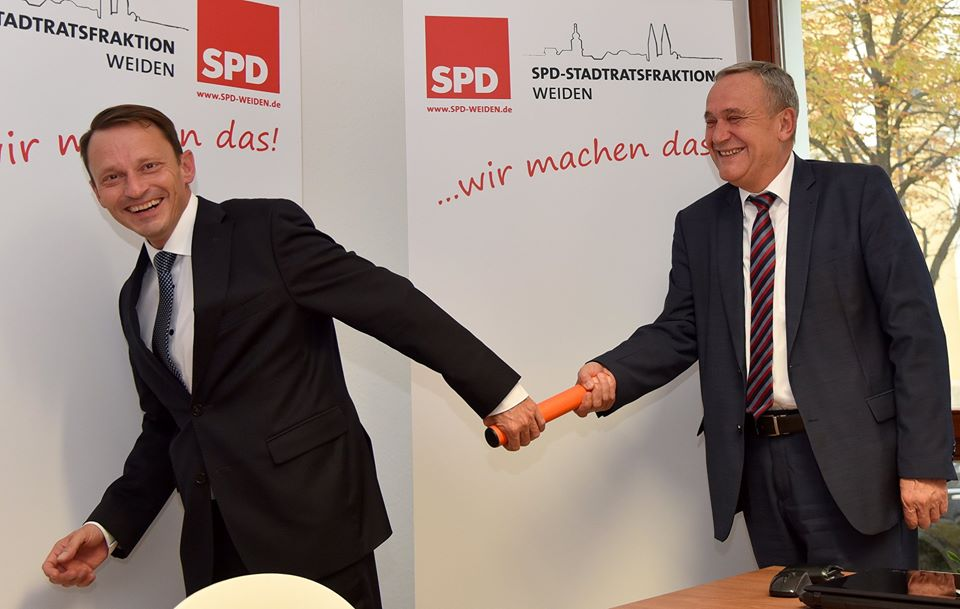
Jens Meyer übernimmt das Amt des Oberbürgermeisters von Kurt Seggewiß

Als „Kommunalpolitiker durch und durch, dazu sozialdemokratisch geprägt“ bezeichnet sich Jens Meyer in seiner Bewerbungsrede als Oberbürgermeisterkandidat der Stadt Weiden.
Meyer sieht noch gewaltigen Investitionsbedarf in Bildung, Bauen, Wirtschaft, Sport und Kultur. Zugleich setzt er sich für den Bestand aller Weidener Grundschulen ein. Eine schnelle Entscheidung über Sanierung oder Neubau oder Teilneubau der Realschulen sowie die bereits angekündigten Schulsanierungen sind ihm wichtig. „Volldampf“ verspricht er bei den neuen Baugebieten auf Turnerbund- und SV-Detag-Gelände im Stadtteil Stockerhut sowie bei der Überarbeitung der veralteten Bebauungspläne. Weiden müsse sich vor allem im sozialen Wohnungsbau engagieren. Die Stadt müsse dem Schwimmverein bei der Beckensanierung helfen. Noch in seiner ersten Amtszeit will er die neue Dreifachturnhalle in Weiden-Ost fertigstellen. Starke Impulse erwartet Meyer vom Gewerbegebiet Weiden-West IV (Die Pläne für dieses endeten nach Bürgerentscheid), vom Nord Oberpfalz Center (NOC, fertiggestellt) und vom Wittgartendurchstich (fertiggestellt). Aufgrund des Bürgerengagements hat Weiden ein großes Potential zur Kulturhauptstadt der Oberpfalz zu werden.